# جولان ثلاثي الأضلاع
الجولان ثلاثي الأضلاع (باللاتينية: Schoenoplectus triqueter) نوع نباتي من جنس الجولان من الفصيلة السعدية.

## البيئة والانتشار
موطنه في بلاد الشام وتركيا والقوقاز ومعظم مناطق أوروبا.

## مرادفات للاسم العلمي
- (باللاتينية: Cyperus triqueter (L.) Missbach & E.H.L.Krause)
- (باللاتينية: Eleogiton triqueter (L.) Fourr.)
- (باللاتينية: Heleogiton lejeunei (Weihe) Rchb.)
- (باللاتينية: Heleogiton trigonum (Roth) Rchb.)
- (باللاتينية: Heleogiton triquetrum (L.) Rchb.)
- (باللاتينية: Heleophylax triquetrus (L.) Schinz & Thell.)
- (باللاتينية: Hymenochaeta triquetra (L.) Nakai)
- (باللاتينية: Schoenoplectus trisetosus (Tang & F.T.Wang) S.Yun Liang)
- (باللاتينية: Scirpus hoppei Weihe)
- (باللاتينية: Scirpus lejeunei Weihe)
- (باللاتينية: Scirpus mucronatus Host)
- (باللاتينية: Scirpus pollichii Godr.)
- (باللاتينية: Scirpus seoanei Merino)
- (باللاتينية: Scirpus trigonus Roth)
- (باللاتينية: Scirpus triqueter L.)
- (باللاتينية: Scirpus triqueter f. conglomeratus Döll)
- (باللاتينية: Scirpus triqueter var. hoppei (Weihe) Nyman)
- (باللاتينية: Scirpus triqueter var. lejeunei (Weihe) Nyman)
- (باللاتينية: Scirpus triqueter f. macrostachys Junge)
- (باللاتينية: Scirpus triqueter f. monostachys Junge)
- (باللاتينية: Scirpus triqueter f. pallidus Döll)
- (باللاتينية: Scirpus triqueter var. segregatus C.B.Clarke)
- (باللاتينية: Scirpus trisetosus Tang & F.T.Wang)